# Масанчи (село)
Масанчи (каз. Масанчи) — село в Кордайском районе Жамбылской области Казахстана. Административный центр Масанчинского сельского округа. Находится вблизи границы с Кыргызстаном, примерно в 46 км к востоку-юго-востоку (ESE) от села Кордай, административного центра района. Код КАТО — 314847100.

## Население
В 1999 году численность населения села составляла 8 926 человек (4 527 мужчин и 4 399 женщин).
По данным переписи 2009 года, в селе проживало 13 606 человек (6 914 мужчин и 6 692 женщины).
В настоящее время население досигло 20 тыс жителей.
В Масанчи — 90% дунгане, 5% казахи, 5% русские.

## История
Основана на месте дунганского села Иньпан 1878 году. До 1965 года называлось Каракониз или Каракунуз (кирг. Кара-Коңуз) в составе Пишпекского уезда.

### Дунгане
Село является своеобразной «столицей» среднеазиатских, в том числе казахстанских, дунган. В Доме культуры села Масанчи располагается музей истории дунганского народа. Ежегодно здесь, а также в селе Сортобе проводился праздник «День дунганского этноса». При поддержке Ассоциации дунган Казахстана (АДК), в селе был открыт памятник Биянху.

### Конфликт
7 февраля 2020 года в селе Масанчи Кордайском районе Жамбылской области по причине провокации и разжигание межэтнических конфликтов, произошло столкновение между представителями казахской и дунганской  национальностей, в котором пострадали в основном лица дунганской национальности. С обеими сторонами работала специальная комиссия по борьбе с данным фактом ЧП.